# Marion Schulz
Marion Schulz är en före detta östtysk handbollsspelare.
Marion Schultz spelade i klubblaget ASK Vorwärts Frankfurt/Oder och var med vann sin första östtyska mästerskapstitel 1982. Vorwärts upprepade ligasegern 1983 och efter en miss 1984 vann Marion Schultz och Vorvärts ytterligare tre titlar i mästerskapet 1985,1986, och 1987. När Vorwärts vann 1990 var hon inte med i laget sp hon avslutade sin karriär före säsongen 1989/1990. Marion Schulz spelade 166 landskamper för Östtysklands damlandslag i handboll och stod för 299 mål. Hon spelade i VM 1982 och VM 1986 annars är exakta årtal för hennes spel i landslaget okända. Hon var aldrig med och vann någon medalj i ett internationellt mästerskap.